# تومي تايلور (لاعب كرة قدم)
تومي تايلور (بالإنجليزية: Tommy Taylor)‏ (1 يناير 1901 في المملكة المتحدة - 14 نوفمبر 1978 في المملكة المتحدة) هو لاعب كرة قدم بريطاني (وحمل سابقاً جنسية المملكة المتحدة لبريطانيا العظمى وأيرلندا) في مركز الهجوم. لعب مع مانشستر سيتي ونادي ساوثهامبتون.

## وصلات خارجية
- تومي تايلور على موقع قاعدة بيانات كرة القدم.إي يو (الإنجليزية)